# Rochefort (Bèlgica)
Rochefort (en való Rotchfoirt) és un municipi belga de la província de Namur a la regió valona. Aplega les localitats de Rochefort, Ave-et-Auffe, Buissonville, Éprave, Han-sur-Lesse, Jemelle, Lavaux-Sainte-Anne, Lessive, Mont-Gauthier (amb Laloux), Villers-sur-Lesse, Wavreille (amb Belvaux).

## Agermanaments
- Saint-Gervais-les-Bains
- Morges